# 龍眼林 (嘉義縣)
龍眼林，是臺灣嘉義縣梅山鄉的一個傳統地域名稱，位於該鄉中部偏北。相較於今日行政區，其範圍大致包括龍眼村不含東北部、碧湖村。

## 歷史
台灣日治初期，龍眼林地區為一（舊制）街庄，稱為「龍眼林庄」，隸屬於打貓東頂堡。該庄北與樟湖庄為鄰，東與草藔庄、生毛樹庄為鄰，南邊為大坪庄，西邊為圳頭庄、大湖底庄、苦苓腳庄。
1901年（日治明治三十四年）11月，全台設置二十廳，該庄隸屬於嘉義廳。1904年（明治三十七年）2月，該庄編入「大坪區」，隸屬於嘉義廳。1909年（明治四十二年）10月，合併二十廳為十二廳，該庄改編入「梅仔坑區」，仍隸屬於嘉義廳。1920年（大正九年），廢十二廳改設五州二廳，該庄改制為「龍眼林」大字，隸屬於臺南州嘉義郡小梅庄（新制街庄）。
戰後小梅庄改制為小梅鄉，隸屬於臺南縣，大字亦改制為村。1946年6月21日，小梅鄉改名梅山鄉。1950年雲、嘉、南分治，梅山鄉改隸屬於嘉義縣。

## 聚落
本地區發展較早的聚落有龍眼林、鹿藔坪、牛屎湖腳、堀尺領（堀尺嶺）等，在日治期初期的官方地圖上已有記載。

## 交通
縣道162甲線是梅山鄉圳頭（實際起點在梅山市區）至太和的道路，全線皆在梅山鄉境內，經過本地區堀尺嶺聚落。由該道路（大方向）西行可前往梅山市區，並止於縣道149號轉角路口，東行可前往科子林地區，並止於太和聚落西邊的縣道169號路口。
鄉道嘉151線是大坪至十字關的道路。
鄉道嘉151-1線是堀尺嶺至龍眼的道路。

## 學校
- 龍眼國小（已廢校）